# Clube Atlético Ouriense
El CA Ouriense es un equipo de fútbol de Portugal que juega en la Liga Regional de Santárem, la cuarta liga de fútbol más importante del país.

## Historia
Fue fundado en el año 1949 en la localidad de Ourém, en el distrito de Santárem y ha sido un equipo que ha pasado la mayor parte de su historia en las ligas regionales, esto hasta que en la temporada 2013/14 ganaron la Liga Regional de Santárem para así lograr el ascenso al nivel nacional por primera vez en su historia.
Su sección de fútbol masculino siempre ha estado a la sombra de la sección de fútbol femenil, la cual juega a nivel nacional desde hace varios años.

## Palmarés
- Liga Regional de Santárem: 1

2013/14

## Estadio
El club juega sus partidos de local en el Estadio Caridade, ubicado en Ourém y con capacidad para 1.000 espectadores.